# Aloe tugenensis
Aloe tugenensis ist eine Pflanzenart der Gattung der Aloen in der Unterfamilie der Affodillgewächse (Asphodeloideae). Das Artepitheton tugenensis verweist auf das Vorkommen der Art in den Tugen Hills in Kenia.

## Beschreibung

### Vegetative Merkmale
Aloe tugenensis wächst stammbildend und verzweigt sich von der Basis aus oder in der Nähe von ihr. Der aufrechte bis aufsteigende Stamm ist bis zu 70 Zentimeter lang. Mit der Zeit wird er niederliegend und ist dann bis zu 120 Zentimeter lang und 3 Zentimeter  dick. Er ist mit ausdauernden toten Blättern besetzt. Die 12 bis 20 lanzettlich verschmälerten Laubblätter bilden eine  Rosette. Die trübgrüne, in der Sonne bräunlich rot überhauchte Blattspreite ist bis zu 61 Zentimeter lang und 12 Zentimeter breit. Auf Jungtrieben befinden sich mehrere  zerstreute weißliche Flecken. Die Blattoberfläche ist leicht rau. Die festen, hakigen, braun gespitzten Zähne am Blattrand sind bis zu 5 Millimeter lang und stehen 6 bis 15 Millimeter voneinander entfernt. Der gelbe Blattsaft trocknet bräunlich gelb.

### Blütenstände und Blüten
Der Blütenstand weist bis zu zwölf Zweige auf und erreicht eine Länge von 95 bis 130 Zentimeter. Die unteren Zweige sind gelegentlich nochmals verzweigt. Die ziemlich dichten, zylindrischen Trauben sind 10 bis 24 Zentimeter lang. Die linealischen Brakteen weisen eine Länge von 11 Millimeter auf und sind 4 Millimeter breit. Sie sind im Knospenstadium ziegelförmig angeordnet. Die hell rosafarbenen, weißlich gerandeten Blüten stehen an 7 bis 9 Millimeter langen Blütenstielen. Sie sind 22 Millimeter lang und an ihrer Basis kurz verschmälert. Auf Höhe des Fruchtknotens weisen die Blüten einen Durchmesser von 5 Millimeter auf. Darüber sind sie auf 4,5 Millimeter verengt und schließlich zur Mündung auf 7 Millimeter erweitert. Ihre äußeren Perigonblätter sind auf einer Länge von 14 bis 15 Millimetern nicht miteinander verwachsen. Die Staubblätter und der Griffel ragen 4 bis 6 Millimeter aus der Blüte heraus.

## Systematik und Verbreitung
Aloe tugenensis ist in Kenia im Akazien-Busch in Höhen von 1300 bis 1325 Metern verbreitet.
Die Erstbeschreibung durch Leonard Eric Newton und John Jacob Lavranos wurde 1990 veröffentlicht.

## Nachweise